# جيم باتيسون
جيم باتيسون هو شخصية أعمال ورائد أعمال كندي، ولد في 1 أكتوبر 1928 في ساسكاتون في كندا.

## وصلات خارجية
- جيم باتيسون على موقع إن إن دي بي (الإنجليزية)